# Cristiano Malgioglio, Vol.2
Cristiano Malgioglio, Vol.2 è una raccolta di Cristiano Malgioglio pubblicata nel 2011 solo in formato digitale dalla Ri-Fi.

## Tracce
1. Ernesto
2. Io a...
3. Io la pantera
4. L'amore mi morde mi vuole
5. Luci a San Francisco
6. M'arrapa l'idea
7. Mentre fuori piove
8. Orientale
9. Regina
10. Sbucciami
11. Ma và...
12. Quasi autobiografico
13. Playback
14. Questa sera